# 湖南短跗蛛
湖南短跗蛛（学名：Moneta hunanica）为球蛛科短跗蛛属的动物。在中国大陆，分布于湖南等地。该物种的模式产地在湖南张家界。